# Sancho López de Ayerbe
Sancho López de Ayerbe (Galeriana (Osca) segle xiii - Tarragona 1357) va ser un polític i eclesiàstic de l'orde dels franciscans, bisbe de Tarassona i arquebisbe de Tarragona. Era besnet de Jaume I i de Teresa Gil de Vidaure.
Va ingressar al convent de Frares Menors, de Saragossa, el 1315. Va ocupar dins l'orde diversos càrrecs, entre ells el de Provincial. Era considerat un excel·lent predicador i mestre en teologia. Parent d'Alfons el Benigne, aquest rei el va nomenar el seu confessor i professor. També va ser confessor del fill d'Alfons, Pere el Cerimoniós, que el 1338 el va enviar d'ambaixador a Avinyó davant del papa Benet XII. Al tornar va ser nomenat guardià del convent de Saragossa, fins que el 1343 va ser nomenat bisbe de Tarassona, tot i que va negar-se a prendre possessió en un primer moment, apel·lant al papa Climent VI, que li va denegar la petició. El 1347 va ser nomenat arquebisbe de Tarragona, i es creu que va ser el primer prelat que va rebre dels seus vassalls en reconeixement de senyoriu 25.000 sous, cerimonial que va perdurar en el temps.
A l'inici del seu mandat com a bisbe de Tarragona, el 1348 va estendre's per la zona, provinent d'Europa, una greu plaga de pesta que, com diu Bofarull, "va omplir de morts les ciutats i els camps, i faltaven cementiris per als cadàvers". Van morir tots els capellans de l'arquebisbat, i López de Ayerbe va autoritzar als jurats de les viles que habilitessin qualsevol eclesiàstic, encara que no fos gaire hàbil en la cura d'ànimes, per a administrar els sagraments. A petició d'ell, el papa Climent VI va expedir una butlla on donava l'absolució a tots els que morissin sense auxilis espirituals.
El 1349, l'arquebisbe, que havia heretat un llarg plet contra Reus, i al qual Pere Roger de Belfort, cambrer de la vila, li disputava l'autoritat, es va presentar a Reus per a posar pau i acordar amistat. Quan va arribar davant de les muralles va demanar que li obrissin les portes que els reusencs havien tancat, i aquests van contestar que se'n tornés, perquè sinó li perdrien el respecte i dispararien contra ell. L'arquebisbe va insistir, i els reusencs van engegar-li algunes sagetes i van demanar-li a crits que marxés. Es va retirar López de Ayerbe al seu castell de la Selva del Camp, i els reusencs, tocant alarma amb les campanes, van reunir un contingent armat que el va perseguir. L'arquebisbe es va refugiar al Castell del Paborde, on se li van ajuntar un grup armat d'habitants de la Selva i es va produir un enfrontament amb els reusencs, en el qual hi va haver alguns morts. Els reusencs es van retirar. Veient això, l'arquebisbe va enviar avís als cònsols de Tarragona i al governador del Camp, que era Guillem de Montoliu, els quals van reunir la seva gent i vassalls dels pobles de la mitra i es dirigiren a Reus. La vila, després d'una forta resistència, va sucumbir davant la gran quantitat d'atacants. Van saltar les muralles i van saquejar la major part de la vila, incendiant algunes cases i matant als que creien instigadors del conflicte. Després van tornar a Tarragona. Pere Roger de Belfort, el cambrer de Reus, va enviar un missatger a Avinyó davant del papa Climent VI explicant el que havia passat. El papa va cridar López de Ayerbe a Avinyó, i una vegada escoltat, va manar que fos destituït el governador Guillem de Montoliu i que s'acordés la pau entre els dos litigants. Però aquest, mentrestant, es va presentar a Reus i va obrir un sumari criminal contra els veïns que se li havien resistit. El reusencs van aconseguir fer-lo fora però al cap d'uns dies va tornar. Quan l'arquebisbe arribà a Tarragona, el va destituir.
López de Ayerbe va convocar diversos concilis provincials. En el sínode de l'any 1355 es va acordar que es canviés la forma de computar els dies: que s'abandonés l'any de l'encarnació i les calendes, idus i nones, i que s'establís l'any de la nativitat i els dies es comptessin per l'ordre numeral dels dies del mes. El 1357 va anar a Valls com cada estiu, on va contreure una greu malaltia. Es va traslladar a Tarragona a passar la convalescència, i allà va recaure. Va morir a Tarragona el 22 d'agost de 1357. Va ser enterrat al convent de Sant Francesc d'aquesta ciutat però el seu sepulcre ha desaparegut.